# Luca Banti
Luca Banti (Livorno, 27 maart 1974) is een Italiaans voetbalscheidsrechter. Hij fluit sinds 2009 op internationaal niveau nadat hij in 1999 zijn debuut maakte in de Serie D.

## Interlands
| Datum            | Plaats                 | Wedstrijd                      | Uitslag | Competitie          | Kreeg geel | Kreeg voor de tweede keer geel en dus rood | Weggestuurd |
| ---------------- | ---------------------- | ------------------------------ | ------- | ------------------- | ---------- | ------------------------------------------ | ----------- |
| 4 september 2009 | Ta' Qali, Malta        | Malta – Kaapverdië             | 0 – 2   | Vriendschappelijk   | 3          | 0                                          | 0           |
| 3 september 2010 | Reykjavik, IJsland     | IJsland – Noorwegen            | 1 – 2   | EK-kwalificatie     | 2          | 0                                          | 0           |
| 9 februari 2011  | Serravalle, San Marino | San Marino – Liechtenstein     | 0 – 1   | Vriendschappelijk   | 2          | 0                                          | 0           |
| 2 september 2011 | Cardiff, Wales         | Wales – Montenegro             | 2 – 1   | EK-kwalificatie     | 6          | 0                                          | 0           |
| 26 maart 2013    | Swansea, Wales         | Wales – Kroatië                | 1 – 2   | WK-kwalificatie     | 4          | 0                                          | 0           |
| 13 oktober 2014  | Zenica, Bosnië en H.   | Bosnië en Her. – België        | 1 – 1   | EK-kwalificatie     | 1          | 0                                          | 0           |
| 31 maart 2015    | Zürich, Zwitserland    | Zwitserland – Verenigde Staten | 1 – 1   | Vriendschappelijk   | 0          | 0                                          | 1           |
| 12 oktober 2015  | Solna, Zweden          | Zweden – Moldavië              | 2 – 0   | EK-kwalificatie     | 0          | 0                                          | 0           |
| 7 oktober 2016   | Saint-Denis, Frankrijk | Frankrijk – Bulgarije          | 4 – 1   | WK-kwalificatie     | 0          | 0                                          | 0           |
| 10 oktober 2017  | Brussel, België        | België – Cyprus                | 4 – 0   | WK-kwalificatie     | 1          | 0                                          | 0           |
| 28 mei 2018      | Braga, Portugal        | Portugal – Tunesië             | 2 – 2   | Vriendschappelijk   | 0          | 0                                          | 0           |
| 11 oktober 2018  | Kaliningrad, Rusland   | Rusland – Zweden               | 0 – 0   | UEFA Nations League | 4          | 0                                          | 0           |
| 15 november 2018 | Athene, Griekenland    | Griekenland – Finland          | 1 – 0   | UEFA Nations League | 1          | 0                                          | 0           |

Laatste aanpassing op 15 november 2018